# 須磨久善
須磨 久善（すま ひさよし、1950年3月1日 - ）は、日本の心臓血管外科医。専門は心臓血管外科と循環器内科。
世界で初めて胃大網動脈グラフトを使用した冠動脈バイパスを開発し、日本で初めて拡張型心筋症に対する左室形成術の一術式であるバチスタ手術を行ったことで知られる。

## 概説
兵庫県出身。甲南中学校・高等学校、大阪医科大学卒業後、三井記念病院心臓血管外科部長、ローマカトリック大学(サクロ・クオーレ・カトリック大学)心臓外科客員教授、湘南鎌倉総合病院院長、葉山ハートセンター院長、順天堂大学医学部心臓血管外科客員教授、心臓血管研究所付属病院スーパーバイザー、香川大学医学部臨床教授、大阪医科大学アドバイザーなどを歴任。現在はmedock総合健診クリニック院長。
世界で初めて胃大網動脈グラフトを使用した冠動脈バイパスを開発し、日本で初めて拡張型心筋症に対する左室形成術の一術式であるバチスタ手術を行った。さらに手術器具の開発やバチスタ手術、バイパス手術などの改良を重ね、超音波で心筋の良し悪しを判断して悪い部分のみを縫い縮める「改良型バチスタ手術」やパッチを使って間仕切りをつくり左心室の容積を縮める「SAVE手術」を考案し、成功率を飛躍的に高めた。後にSAVE手術はSUMA手術とも呼ばれようになる。
2021年5月に品川区上大崎にmedock総合健診クリニックを開院し、同クリニックの院長に就任する。

## 略歴
- 1974年　大阪医科大学卒業後、虎の門病院、順天堂大学、大阪医科大学 胸部外科を経て
- 1984年　米国ユタ大学　心臓外科　フェロー
- 1986年　帰国後、世界初の胃大網動脈を使った冠動脈バイパス手術に成功。
- 1992年　三井記念病院心臓血管外科部長に就任。
- 1994年　ローマカトリック大学心臓外科客員教授としてイタリア在住。
- 1996年　帰国後、湘南鎌倉総合病院で日本初のバチスタ手術を行い、1998年院長に就任。
- 2000年　葉山ハートセンターを設立し、院長に就任。
- 2005年　財団法人心臓血管研究所　スーパーバイザーに就任。
- 2021年　medock総合健診クリニックを開院し院長に就任。
- NHKプロジェクトX「奇跡の心臓手術に挑む」、課外授業「ようこそ先輩」等に出演。
- 『医龍-Team Medical Dragon-』『チーム・バチスタの栄光』『外科医　須磨久善』の医療監修を務める。
- 2010年　日本心臓病学会から栄誉賞を授与。
- 2022年　国際冠動脈外科学会からLifetime Achievement Award (生涯功労賞)を授与。
- 2024年　ISMICS（国際低侵襲胸部心臓外科学会）から心臓外科における革新的な貢献をした90年代の七賢人の一人に選ばれる。

## 出演
- プロジェクトX〜挑戦者たち〜（2001年1月16日、NHK）[注 1]
- 課外授業 ようこそ先輩（2001年6月、NHK）[注 2]
- 医者がすすめる専門医（2006年2月6日、BS-TBS）[注 3]
- 英語でしゃべらナイト（2008年5月、NHK）
- NNN Newsリアルタイム（2009年1月28日、日本テレビ）
- 挑戦者〜No.1への階段〜（2009年4月26日、テレビ朝日）
- 世界一受けたい授業 （2009年8月15日・2010年1月2日、日本テレビ）
- BSフジLIVE プライムニュース（2012年6月8日、BSフジ）
- SWITCHインタビュー 達人達（2015年12月5日、NHK教育テレビジョン）

## 著書
- 『タッチ・ユア・ハート』（2012年6月、講談社）
- 『医者になりたい君へ 心臓外科医が伝える命の仕事（14歳の世渡り術）』（2014年1月、河出書房新社）

### 共著
- 『プロジェクトXザ・マン すべては感動からはじまる』山口良治、高野甲子雄、今井彰共著（2002年11月、日本放送出版協会）

## 関連作品
- 『外科医 須磨久善』（海堂尊著、2009年7月 講談社 / 2011年7月 講談社文庫）